# Miejski Zakład Komunalny w Stalowej Woli
Miejski Zakład Komunalny w Stalowej Woli (do 30 listopada 2015 Zakład Miejskiej Komunikacji Samochodowej), to przewoźnik świadczący usługi w zakresie pasażerskiego transportu zbiorowego. Działa od 1976 roku, na obszarze miasta Stalowej Woli i 3 gmin, które przystąpiły do współpracy z nim. Są to: gm. Pysznica, gm. Nisko i gm. Zaleszany.

## Historia komunikacji miejskiej w Stalowej Woli

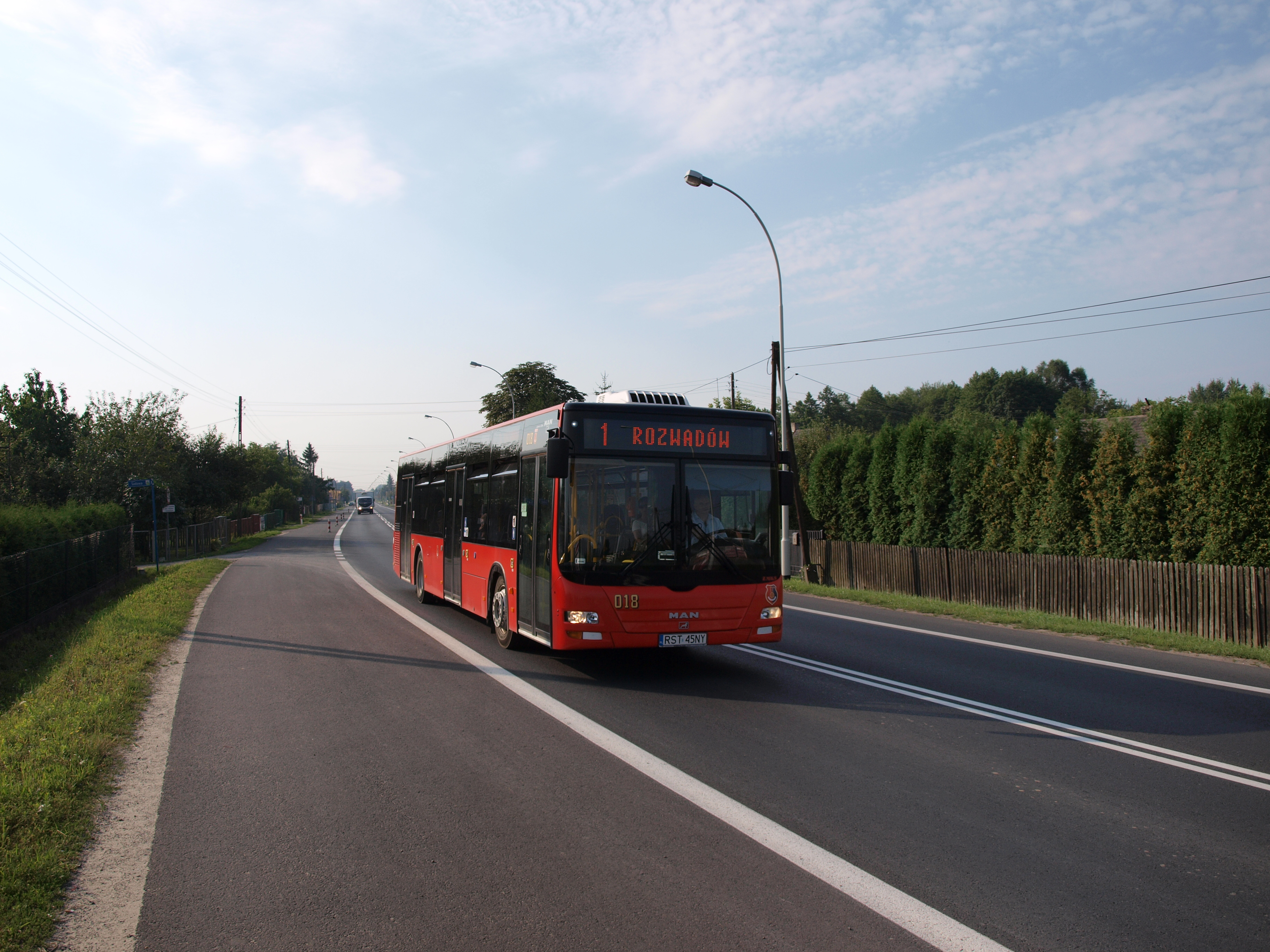
MAN Lion’s City na linii 1

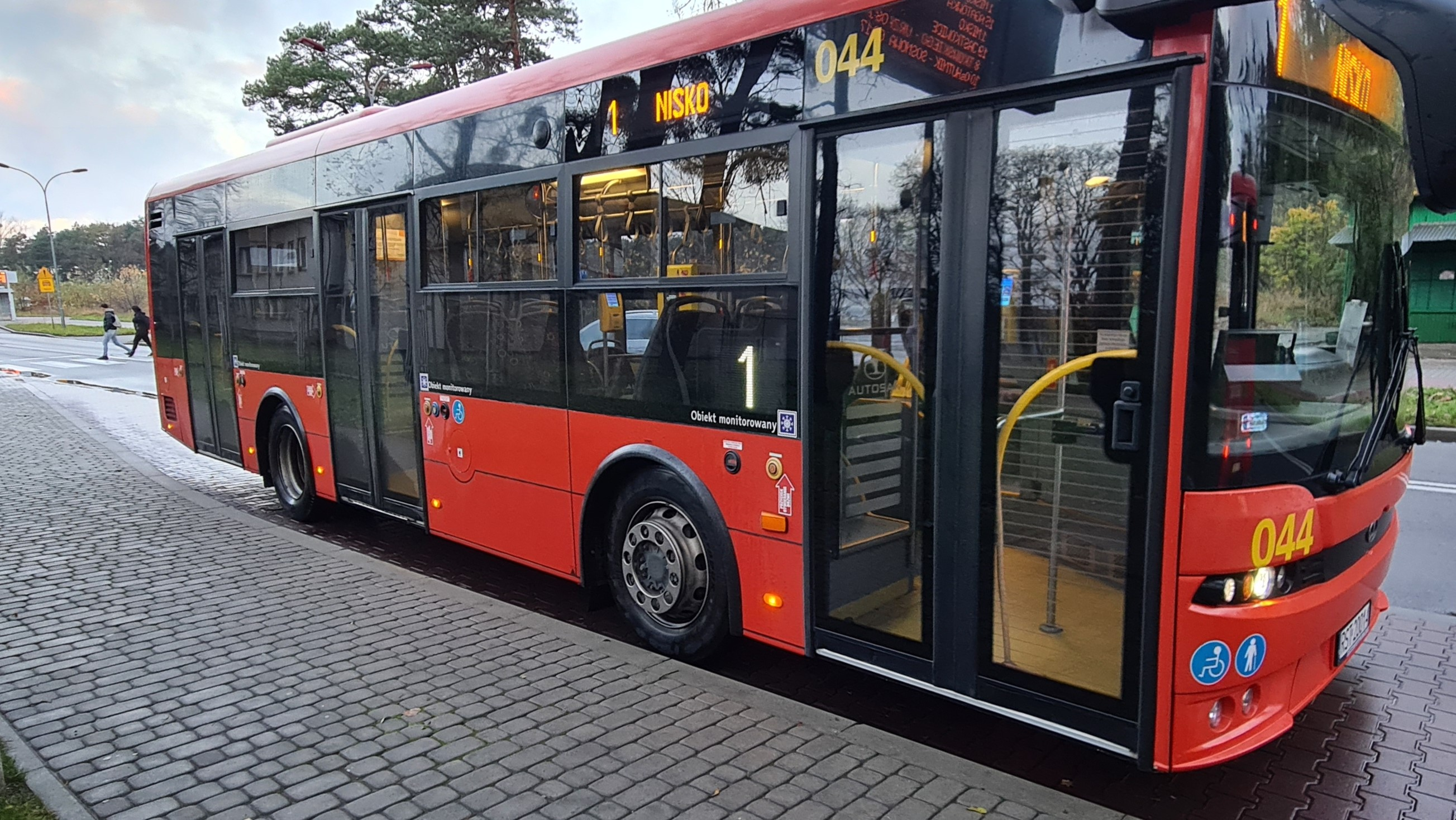
Autosan M10LF na linii 1

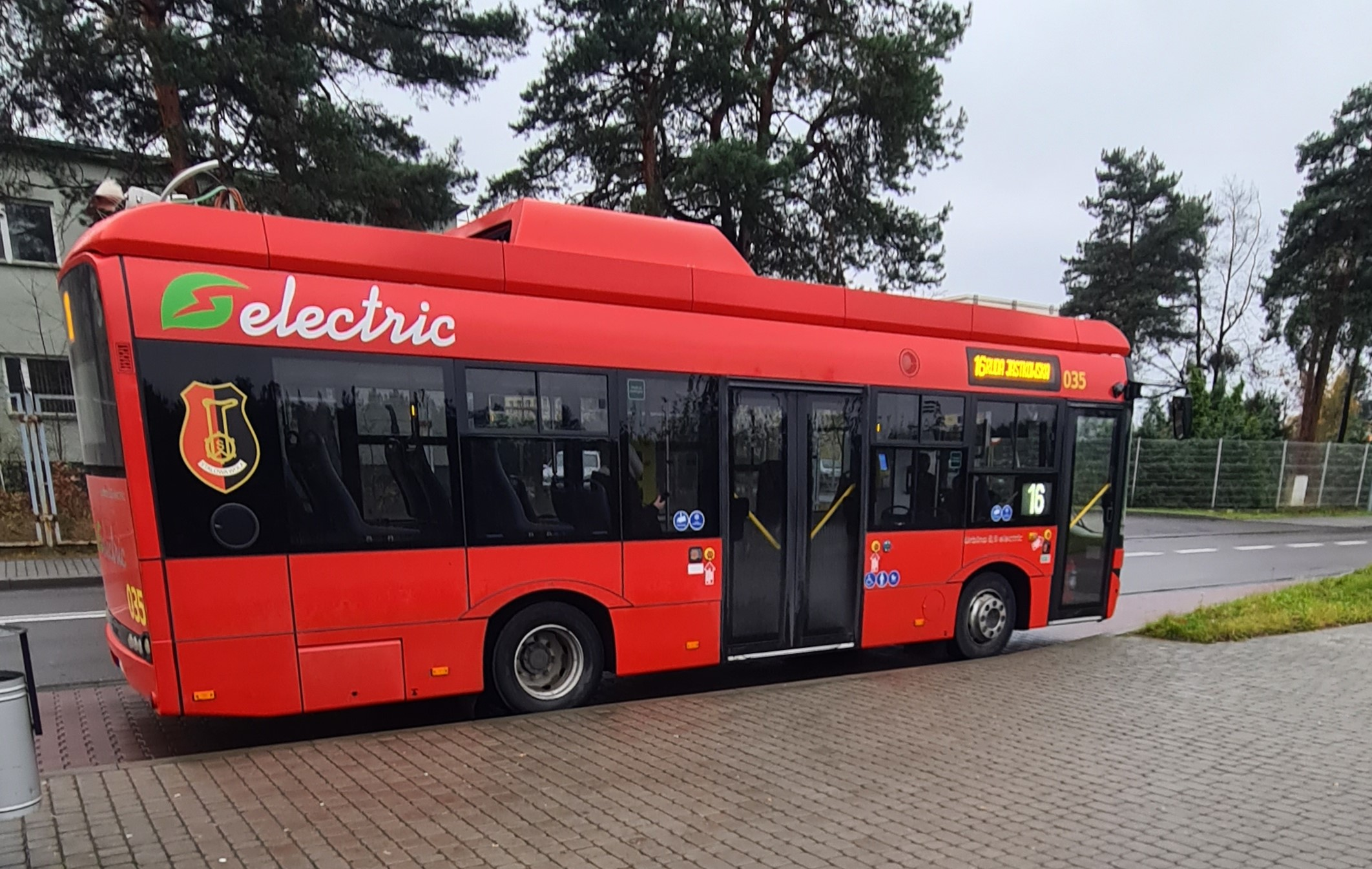
Solaris Urbino 8,9 LE electric na linii 16

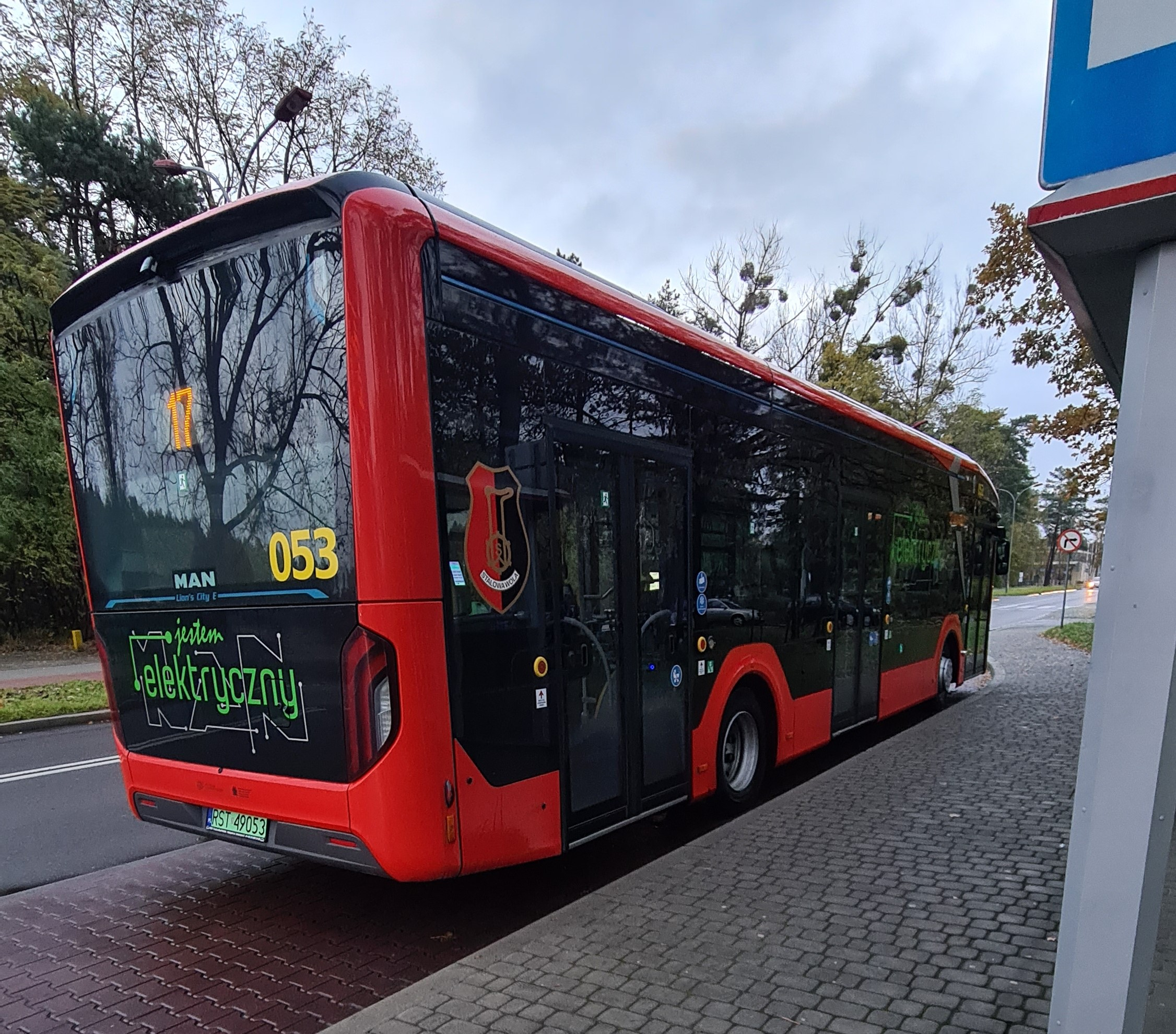
MAN Lion’s City 12E NL326 na linii 17

Komunikacja miejska w Stalowej Woli funkcjonuje od lat 70. Do połowy lat 90. na ulicach miasta spotkać można było głównie pojazdy marek Autosan H9-35, Jelcz M11 oraz Jelcz PR110M.
Lata 1995–2000 były dla spółki bardzo obfite w nowo zakupiony tabor. Pojazdy takie jak Jelcz 120M, Jelcz M121M oraz MAN NL 222 znacznie obniżyły średni wiek taboru. Łącznie zakupiono 16 autobusów.
Lata 2001–2004 były kompletnym odwrotem od przyjętej wcześniej polityki taborowej i komunikacyjnej. Stan pojazdów, jak i całej infrastruktury znacznie się pogorszył.
W 2005 roku władze miasta postanowiły znacznie poprawić jakość usług pasażerskich. Zakup 3 autobusów marki Jelcz M101I, jednego pojazdu Jelcz M121I, nowych wiat przystankowych oraz spore dotacje – to tylko niektóre czynniki, które wpłynęły na zmianę wizerunku tego miejskiego przewoźnika. W 2007 roku dostarczono jeden autobus MAN Lion’s City NL273, a 4 lata później 8 pojazdów MAN Lion’s City NL283. Ponadto, na linie o małym przepływie pasażerskim w 2016 roku zakupiono 1 sztukę miejskiego busa Karsan Jest, jak również 2 sztuki pojazdów Mercedes-Benz Sprinter, przebudowanych przez sanocką firmę Automet na miejskie busy.
W 2018 roku, przedsiębiorstwo zakupiło 19 fabrycznie nowych autobusów – 10 sztuk autobusu Solaris Urbino 8,9 LE electric, 6 sztuk modelu Autosan Sancity 10LF oraz 3 identyczne jak w 2016 roku miejskie busy Autometa. Ponadto, na 2019 rok zaplanowano również uruchomienie karty miejskiej oraz umieszczenie na 30 przystankach tablic dynamicznej informacji pasażerskiej. Przedsięwzięcie zostało zakończone w sierpniu 2019 roku.
31 sierpnia 2023 roku oficjalnie przekazane zostały 3 nowe zeroemisyjne pojazdy MAN Lion’s City 12E NL326, a kolejne 2 pojazdy z tej serii dostarczone zostały początkiem października 2023 roku, przez co tabor przewoźnika składa się obecnie z 15 pojazdów elektrycznych (44% całego taboru).
10 października 2023 roku na linii nr 3 przeprowadzone zostały testy autobusu przegubowego MAN Lion's City 18E.
5 stycznia 2024 roku ogłoszono przetarg na zakup kolejnych pięciu nowych elektrycznych autobusów miejskich klasy MAXI. Nowe pojazdy muszą spełniać określone wymogi techniczne, takie jak: długość autobusu od 11,8 m do 12,5 m, wysokość nieprzekraczająca 3,4 m, szerokość od 2,4 m do 2,55 m. Łączna liczba miejsc pasażerskich (bez kierowcy) musi wynosić minimum 75, z co najmniej 31 miejscami siedzącymi, w tym przynajmniej 10 miejscami dostępnymi bezpośrednio z niskiej podłogi oraz przestrzenią na wózek inwalidzki. Nie dopuszcza się miejsc siedzących zainstalowanych bokiem do kierunku jazdy. Zwycięzcą kontraktu została firma Solaris Bus & Coach z modelem Solaris Urbino 12 Electric, które miały być dostarczone w terminie do 12 miesięcy od daty podpisania umowy. Pojazdy odebrane zostały przez przewoźnika w czerwcu 2025 roku.

## Tabor
Do sierpnia 2018 roku, trzon taboru autobusowego MZK w Stalowej Woli stanowiły pojazdy marki Jelcz 120M w liczbie 12 sztuk. Zostały one ostatecznie wycofane z eksploatacji liniowej w listopadzie 2018. Aktualnie, głównym modelem autobusów eksploatowanych w Stalowej Woli jest Solaris Urbino 8,9 LE electric w liczbie 10 sztuk.

### Autobusy w czynnej eksploatacji liniowej
| Model autobusu                              | Eksploatacja od                             | Numery taborowe                             | Udogodnienia dla pasażerów | Liczba |
| ------------------------------------------- | ------------------------------------------- | ------------------------------------------- | --- | ------ |
| MAN Lion’s City A21 NL283                   | 2011                                        | 019-026                                     | przewóz osób na wózkach · pojazd niskopodłogowy · system informacji pasażerskiej · monitoring                                                                                                 | 8      |
| Automet Cityliner Smile                     | 2016                                        | 028-029                                     | klimatyzacja przestrzeni pasażerskiej · przewóz osób na wózkach · pojazd niskopodłogowy · system informacji pasażerskiej · monitoring                                                         | 5      |
| Automet Cityliner Smile                     | 2018                                        | 046-048                                     | klimatyzacja przestrzeni pasażerskiej · przewóz osób na wózkach · pojazd niskopodłogowy · system informacji pasażerskiej · automaty biletowe · monitoring                                     | 5      |
| Solaris Urbino 8,9 LE electric              | 2018                                        | 030-039                                     | zasobniki energii · klimatyzacja przestrzeni pasażerskiej · przewóz osób na wózkach · pojazd niskopodłogowy · system informacji pasażerskiej · automaty biletowe · monitoring · ładowarki USB | 10     |
| Autosan M10LF                               | 2018                                        | 040-045                                     | klimatyzacja przestrzeni pasażerskiej · przewóz osób na wózkach · pojazd niskopodłogowy · system informacji pasażerskiej · automaty biletowe · monitoring · ładowarki USB                     | 6      |
| MAN Lion’s City 12E NL326                   | 2023                                        | 049-053                                     | zasobniki energii · klimatyzacja przestrzeni pasażerskiej · przewóz osób na wózkach · pojazd niskopodłogowy · system informacji pasażerskiej · automaty biletowe · monitoring · ładowarki USB | 5      |
| Solaris Urbino 12 electric                  | 2025                                        | 054-058                                     | zasobniki energii · klimatyzacja przestrzeni pasażerskiej · przewóz osób na wózkach · pojazd niskopodłogowy · system informacji pasażerskiej · automaty biletowe · monitoring · ładowarki USB | 5      |
| Wszystkie pojazdy                           | Wszystkie pojazdy                           | Wszystkie pojazdy                           | Wszystkie pojazdy | 39     |
| Udział autobusów niskopodłogowych we flocie | Udział autobusów niskopodłogowych we flocie | Udział autobusów niskopodłogowych we flocie | Udział autobusów niskopodłogowych we flocie | 100%   |
| Średni wiek pojazdów (w latach)             | Średni wiek pojazdów (w latach)             | Średni wiek pojazdów (w latach)             | Średni wiek pojazdów (w latach) | 6,8    |

Przedsiębiorstwo posiada również i użytkuje 1 sztukę Ikarusa 280.11 z roku 1979, odkupionego od ówczesnego MZK Warszawa w roku 1988 (numer taborowy 2199). Wóz ten został poddany przeróbce poprzez usunięcie sekcji B i obecnie służy jako pojazd techniczny.

### Tabor historyczny
Informacje na podstawie danych z Fotogalerii Transportowej.
| Model autobusu            | Eksploatacja od   | Eksploatacja do   | Numery taborowe                          | Liczba |
| ------------------------- | ----------------- | ----------------- | ---------------------------------------- | ------ |
| Autosan H9-35             | 1976              | 1996              | 001, 007-008, 010, 054, 059-061, 064-076 | 21     |
| Jelcz M11                 | 1987              | 2012              | 077-090                                  | 14     |
| Jelcz PR110M              | 1992              | 2018              | 091, 092                                 | 2      |
| Jelcz 120M                | 1994              | 2018              | 093, 094, 097-099, 001-006, 009          | 12     |
| Jelcz PR110U              | 1994              | 2001              | 095, 096                                 | 2      |
| Jelcz M121MB              | 1996              | 2018              | 007                                      | 1      |
| Jelcz M121M               | 1997              | 2018              | 008, 010, 012, 013                       | 4      |
| MAN NL222                 | 1998              | 2018              | 011                                      | 1      |
| Karsan Jest               | 2018              | 2022              | 027                                      | 1      |
| Jelcz M121I               | 2005              | 2023              | 014                                      | 1      |
| Jelcz M101I/3             | 2005              | 2023              | 015-017                                  | 3      |
| MAN Lion’s City A21 NL273 | 2007              | 2023              | 018                                      | 1      |
| Wszystkie pojazdy         | Wszystkie pojazdy | Wszystkie pojazdy | Wszystkie pojazdy                        | 63     |

### Tabor zabytkowy
| Model autobusu | Eksploatacja od | Eksploatacja do | Numer taborowy | Obecny właściciel                                |
| -------------- | --------------- | --------------- | -------------- | ------------------------------------------------ |
| Jelcz M11      | 1990            | 2012            | 087            | Muzeum Komunikacji w Paterku                     |
| Jelcz 120M     | 1996            | 2018            | 004            | Klub Miłośników Komunikacji Miejskiej w Kielcach |

## Linie
Tabela przedstawia trasy linii w stanie na dzień 29 stycznia 2025, bez uwzględnienia objazdów. W nawiasach podano trasy kursów wariantowych niepokrywające się z trasą podstawową linii. Opracowano na podstawie rozkładu jazdy przewoźnika.
| Nr linii | Trasa linii | Uwagi |
| -------- | --- | --- |
| 1        | Kierunek: Nisko Dąbrowskiego – Rynek – Klasztorna – Przemysłowa – Niezłomnych – KEN – Ofiar Katynia – (Orzeszkowej – Kwiatkowskiego)* – (Mickiewicza)** – Hutnicza – Okulickiego – KEN – Poniatowskiego – Czarnieckiego – Popiełuszki – Staszica – Energetyków – Nisko/Sopocka – Nisko/Osiedle – Nisko/Sandomierska – Nisko/Kwiatkowskiego – (Nisko/Wolności – Racławice/Rudnicka)*** | - Kursuje we wszystkie dni tygodnia. - * Kurs przez ul. Kwiatkowskiego (w dni robocze). - ** Kurs przez ul. Mickiewicza (w dni robocze). - *** Kurs do Racławic (w dni nauki w szkole).                                                                                               |
| 1        | Kierunek: Rozwadów Dworzec PKP (Racławice/Rudnicka – Nisko/Wolności)*** – Nisko/Kwiatkowskiego – Nisko/Sandomierska – Nisko/Osiedle – Nisko/Sopocka – Energetyków – Staszica – Popiełuszki – Czarnieckiego – Poniatowskiego – KEN – Okulickiego – (Mickiewicza – Ofiar Katynia)** – (Hutnicza – Kwiatkowskiego – Orzeszkowej)* – Ofiar Katynia – Niezłomnych – Przemysłowa – Klasztorna – Rynek – Dąbrowskiego | - Kursuje we wszystkie dni tygodnia. - * Kurs przez ul. Kwiatkowskiego (w dni robocze). - ** Kurs przez ul. Mickiewicza (w dni robocze). - *** Kurs do Racławic (w dni nauki w szkole).                                                                                               |
| 3        | Kierunek: Os. Sochy – (Pilchów/Królowej Jadwigi)* – Ogrodowa – Wspólna – Sandomierska – (Dąbrowskiego)** – Rynek – Al. Jana Pawła II – Popiełuszki – Czarnieckiego – Żwirki i Wigury – Mickiewicza – Ofiar Katynia – (Hutnicza – Kwiatkowskiego – Orzeszkowej – Ofiar Katynia)*** – Niezłomnych – Przemysłowa – Klasztorna – Rynek – (Dąbrowskiego)** – Sandomierska – Wspólna – Ogrodowa – (Pilchów/Królowej Jadwigi)* – Sochy                                                                                          | - Linia okrężna. - Kursuje we wszystkie dni tygodnia. - * Kurs z/do/przez Pilchów. - ** Kurs z/do ul. Dąbrowskiego (w soboty i niedziele) - *** Kurs przez ul. Kwiatkowskiego. |
| 4        | Kierunek: Nisko (Turbia/Sandomierska)* – (Pilchów/Królowej Jadwigi – Pilchów/Sarny)** – Agatówka/Sandomierska – Sandomierska – (Kasztanowa – Tysiąclecia – Targowa – Dąbrowskiego)*** – Rynek – (Polna – Graniczna)**** – Al. Jana Pawła II – Staszica – (Mickiewicza – Ofiar Katynia – Hutnicza – Kwiatkowskiego)***** – Energetyków – Nisko/Sandomierska – Nisko/Kwiatkowskiego | - Kursuje we wszystkie dni tygodnia. - * Kurs do Turbi (w dni robocze). - ** Kurs do Pilchowa (w dni robocze). - *** Kurs do os. Piaski (w dni robocze). - **** Podjazd do przystanku Polna szkoła (w dni nauki szkolnej). - ***** Kurs do ul. Kwiatkowskiego (w dni nauki szkolnej). |
| 4        | Kierunek: Agatówka Nisko/Kwiatkowskiego – Nisko/Sandomierska – Energetyków – Staszica – Al. Jana Pawła II – (Graniczna – Polna)**** – Rynek – (Dąbrowskiego – Targowa – Tysiąclecia – Kasztanowa)*** – Sandomierska – Agatówka/Sandomierska – (Pilchów/Sarny – Pilchów/Królowej Jadwigi)** – (Turbia/Sandomierska)* | - Kursuje we wszystkie dni tygodnia. - * Kurs do Turbi (w dni robocze). - ** Kurs do Pilchowa (w dni robocze). - *** Kurs do os. Piaski (w dni robocze). - **** Podjazd do przystanku Polna szkoła (w dni nauki szkolnej). - ***** Kurs do ul. Kwiatkowskiego (w dni nauki szkolnej). |
| 5        | Kierunek: Przyszowska Kasztanowa – Tysiąclecia – Targowa – Dąbrowskiego – Rynek – Al. Jana Pawła II – KEN – Poniatowskiego – Czarnieckiego – Popiełuszki – Staszica – Energetyków – Mireckiego – Tołwińskiego – Grabskiego – Kasprzyckiego – Grabskiego – Przyszowska | - Kursuje we wszystkie dni tygodnia. |
| 5        | Kierunek: Os. Piaski – Kasztanowa Przyszowska – Grabskiego – Kasprzyckiego – Grabskiego – Tołwińskiego – Mireckiego – Energetyków – Staszica – Popiełuszki – Czarnieckiego – Poniatowskiego – KEN – Al. Jana Pawła II – Rynek – Dąbrowskiego – Targowa – Tysiąclecia – Kasztanowa | - Kursuje we wszystkie dni tygodnia. |
| 6        | Kierunek: Dąbrowskiego Dworzec PKP (przez Al. Jana Pawła II) (Kasztanowa – Tysiąclecia – Targowa)* – Dąbrowskiego – Rynek – Al. Jana Pawła II – Galeria Vivo – Poniatowskiego – KEN – (1 Sierpnia)** – Okulickiego – Popiełuszki – Czarnieckiego – Żwirki i Wigury – Mickiewicza – Ofiar Katynia – Hutnicza – 1 Sierpnia – Podleśna – Niezłomnych – Przemysłowa – Klasztorna – Rynek – Dąbrowskiego – (Targowa – Tysiąclecia – Kasztanowa)*                                                                              | - Linia okrężna. - Kursuje we wszystkie dni tygodnia. - * Kurs do Os. Piaski. - ** Podjazd pod szkołę przy ul. 1 Sierpnia (w dni nauki szkolnej). |
| 6        | Kierunek: Dąbrowskiego Dworzec PKP (przez ul. Klasztorną) (Kasztanowa – Tysiąclecia – Targowa)* – Dąbrowskiego – Rynek – Klasztorna – Przemysłowa – Niezłomnych – Podleśna – 1 Sierpnia – Ofiar Katynia – Mickiewicza – Żwirki i Wigury – Czarnieckiego – Popiełuszki – Okulickiego – KEN – Poniatowskiego – Galeria Vivo – Al. Jana Pawła II – Rynek – Dąbrowskiego – (Targowa – Tysiąclecia – Kasztanowa)* | - Linia okrężna. - Kursuje we wszystkie dni tygodnia. - * Kurs do Os. Piaski. - ** Podjazd pod szkołę przy ul. 1 Sierpnia (w dni nauki szkolnej). |
| 8        | Kierunek: Kwiatkowskiego – Urząd Miasta (przez ul. Mickiewicza) Kwiatkowskiego – Mickiewicza – Żwirki i Wigury – Czarnieckiego – Popiełuszki – Al. Jana Pawła II – Okulickiego – 1 Sierpnia – Podleśna – KEN – Ofiar Katynia – Orzeszkowej – Kwiatkowskiego | - Linia okrężna. - Kursuje w dni robocze. - * Kurs przez ul. Orzeszkowej. |
| 8        | Kierunek: Kwiatkowskiego – Rondo Solidarności HSW (przez ul. Orzeszkowej) Kwiatkowskiego – Orzeszkowej – Ofiar Katynia – Niezłomnych – Podleśna – 1 Sierpnia – Okulickiego – Al. Jana Pawła II – Popiełuszki – Czarnieckiego – Żwirki i Wigury – Mickiewicza – Ofiar Katynia – (Orzeszkowej – Kwiatkowskiego)* – Hutnicza – Kwiatkowskiego | - Linia okrężna. - Kursuje w dni robocze. - * Kurs przez ul. Orzeszkowej. |
| 10       | Kierunek: Os. Hutnik – Sosnowa (przez ul. Mickiewicza) Sosnowa – Tarnowskiego – Jagodowa – Wańkowicza – Wrzosowa – Energetyków – Staszica – Mickiewicza – Ofiar Katynia – (Hutnicza – Kwiatkowskiego – Orzeszkowej – Ofiar Katynia)* – KEN – 1 Sierpnia – Okulickiego – (Galeria Vivo)** – Al. Jana Pawła II – KEN – Poniatowskiego – Żwirki i Wigury – Staszica – Energetyków – Wrzosowa – Wańkowicza – Jagodowa – Tarnowskiego – Sosnowa                                                                               | - Linia okrężna. - Kursuje we wszystkie dni tygodnia. - * Kurs przez ul. Kwiatkowskiego. - ** Podjazd pod galerię Vivo (w dni handlowe). |
| 10       | Kierunek: Os. Hutnik – Sosnowa (przez ul. Żwirki i Wigury) Sosnowa – Tarnowskiego – Jagodowa – Wańkowicza – Wrzosowa – Energetyków – Staszica – Żwirki i Wigury – Poniatowskiego – (Galeria Vivo – Poniatowskiego)** – KEN – Al. Jana Pawła II – Okulickiego – 1 Sierpnia – Podleśna – KEN – Ofiar Katynia – (Orzeszkowej – Kwiatkowskiego)* – Mickiewicza – Staszica – Energetyków – Wrzosowa – Wańkowicza – Jagodowa – Tarnowskiego – Sosnowa                                                                          | - Linia okrężna. - Kursuje we wszystkie dni tygodnia. - * Kurs przez ul. Kwiatkowskiego. - ** Podjazd pod galerię Vivo (w dni handlowe). |
| 11       | Kierunek: Os. Hutnik – Wrzosowa Kasztanowa – Tysiąclecia – Targowa – Dąbrowskiego – Rynek – Al. Jana Pawła II – KEN – Okulickiego – Popiełuszki – Orzeszkowej – Kwiatkowskiego – Mickiewicza – Staszica – Energetyków – Sosnowa – Tarnowskiego – Jagodowa – Wrzosowa | - Kursuje w dni robocze. |
| 11       | Kierunek: Os. Piaski – Kasztanowa Wrzosowa – Jagodowa – Tarnowskiego – Sosnowa – Energetyków – Staszica – Mickiewicza – Ofiar Katynia – Kwiatkowskiego – Orzeszkowej – Popiełuszki – Okulickiego – KEN – Al. Jana Pawła II – Rynek – Dąbrowskiego – Targowa – Tysiąclecia – Kasztanowa | - Kursuje w dni robocze. |
| 12       | Kierunek: Nowa Wieś Rynek – Al. Jana Pawła II – KEN – (1 Sierpnia)* – Okulickiego – Hutnicza – Kwiatkowskiego – COP – Grabskiego – Kasprzyckiego – Grabskiego – Tołwińskiego – Mireckiego – Wrzosowa – Wańkowicza – Jagodowa – Tarnowskiego – Sosnowa – (Staszica – Energetyków)** – Nisko/Sandomierska – Nisko/Kwiatkowskiego – Nisko/Wolności – Racławice/Rudnicka – Wolina/Sienkiewicza – Nowa Wieś | - Kursuje w dni robocze. - * Podjazd pod szkołę przy ul. 1 Sierpnia (w dni nauki szkolnej). - ** Kurs z przystanku Staszica LO. |
| 12       | Kierunek: Rozwadów – Rynek Nowa Wieś – Wolina/Sienkiewicza – Racławice/Rudnicka – Nisko/Wolności – Nisko/Kwiatkowskiego – Nisko/Sandomierska – Sosnowa – Tarnowskiego – Jagodowa – Wańkowicza – Wrzosowa – Mireckiego – Tołwińskiego – Grabskiego – Kasprzyckiego – Grabskiego – COP – Kwiatkowskiego – Hutnicza – Okulickiego – (1 Sierpnia)* – KEN – Al. Jana Pawła II – Rynek | - Kursuje w dni robocze. - * Podjazd pod szkołę przy ul. 1 Sierpnia (w dni nauki szkolnej). - ** Kurs z przystanku Staszica LO. |
| 14       | Kierunek: Zaleszany – Kościół Okulickiego – Ofiar Katynia – Mickiewicza – Staszica – Al. Jana Pawła II – Rynek – Sandomierska – Agatówka/Sandomierska – Turbia/Sandomierska – Zbydniów/Sandomierska – Zaleszany/Sandomierska – Zaleszany/Spółdzielcza | - Kursuje w dni robocze. |
| 14       | Kierunek: Okulickiego – Hala Targowa Zaleszany/Spółdzielcza – Zaleszany/Sandomierska – Zbydniów/Sandomierska – Turbia/Sandomierska – Agatówka/Sandomierska – Sandomierska – Rynek – Al. Jana Pawła II – Staszica – Mickiewicza – Ofiar Katynia – Hutnicza – Okulickiego | - Kursuje w dni robocze. |
| 15       | Kierunek: Agatówka Kasprzyckiego – Grabskiego – Drogi wewnętrzne HSW – COP – Kwiatkowskiego – Mickiewicza – Staszica – Al. Jana Pawła II – KEN – Niezłomnych – Przemysłowa – Przemysłowa Boczna – Sikorskiego – Tysiąclecia – Kasztanowa – Kusocińskiego – Jodłowa – Świerkowa – Agatówka/Centralna – Agatówka/Sandomierska | - Kursuje w dni robocze. |
| 15       | Kierunek: Kasprzyckiego HSW S.A. Agatówka/Sandomierska – Agatówka/Centralna – Świerkowa – Jodłowa – Kusocińskiego – Kasztanowa – Tysiąclecia – Sikorskiego – Przemysłowa Boczna – Przemysłowa – Niezłomnych – KEN – Al. Jana Pawła II – Staszica – Mickiewicza – Ofiar Katynia – Kwiatkowskiego – COP – Drogi wewnętrzne HSW – Grabskiego – Kasprzyckiego | - Kursuje w dni robocze. |
| 17       | Kierunek: Kłyżów – Błońska (Przyszowska – Grabskiego – Kasprzyckiego – Tołwińskiego – Solidarności – Ofiar Katynia)* – Kwiatkowskiego – Orzeszkowej – Popiełuszki – Okulickiego – KEN – Al. Jana Pawła II – Popiełuszki – Czarnieckiego – Zasanie – Pysznica/Szubargi – Pysznica/Wolności – (Pysznica/Nowa – Pysznica/Kręta – Pysznica/Wolności)** – (Pysznica/Rędziny – Pysznica/Wolności)*** – Kłyżów/Mickiewicza – Kłyżów/Błońska                                                                                     | - Kursuje we wszystkie dni tygodnia. - * Kurs do ul. Przyszowskiej - ** Kurs przez/do przystanku Pysznica Kręta szkoła (w dni robocze). - *** Podjazd do przystanku Rędziny (w dni nauki szkolnej).                                                                                   |
| 17       | Kierunek: Kwiatkowskiego – Urząd Miasta Kłyżów/Błońska – Kłyżów/Mickiewicza – Pysznica/Wolności – (Pysznica/Rędziny – Pysznica/Wolności)*** – (Pysznica/Kręta – Pysznica/Nowa – Pysznica/Wolności)** – Pysznica/Szubargi – Zasanie – Czarnieckiego – Popiełuszki – Al. Jana Pawła II – KEN – Okulickiego – Ofiar Katynia – Orzeszkowej – Kwiatkowskiego – (Solidarności – Tołwińskiego – Kasprzyckiego – Grabskiego – Przyszowska)*                                                                                      | - Kursuje we wszystkie dni tygodnia. - * Kurs do ul. Przyszowskiej - ** Kurs przez/do przystanku Pysznica Kręta szkoła (w dni robocze). - *** Podjazd do przystanku Rędziny (w dni nauki szkolnej).                                                                                   |
| 19       | Kierunek: Jastkowice (Pysznica/Wolności)* – Jastkowice/Armii Krajowej – Jastkowice/Brandwicka – Brandwica/Kochanowskiego – Brandwica/Reymonta – Brandwicka – (Dąbrowskiego)** – Rynek – Klasztorna – Przemysłowa – Niezłomnych – KEN – Ofiar Katynia – (Orzeszkowej – Kwiatkowskiego)*** – Mickiewicza – Żwirki i Wigury – Czarnieckiego – Popiełuszki – Al. Jana Pawła II – Rynek – (Dąbrowskiego)** – Brandwicka – Brandwica/Kochanowskiego – Jastkowice/Brandwicka – Jastkowice/Armii Krajowej – (Pysznica/Wolności)* | - Linia okrężna. - Kursuje we wszystkie dni tygodnia. - * Kurs do Pysznicy (w dni nauki szkolnej). - ** Kurs z/do ul. Dąbrowskiego (w soboty i niedziele) - *** Kurs przez ul. Kwiatkowskiego.                                                                                        |
| 20       | Kierunek: Okulickiego – Hala Targowa Okulickiego – KEN – Al. Jana Pawła II – Popiełuszki – Czarnieckiego – Żwirki i Wigury – Staszica – Popiełuszki – Okulickiego | - Linia okrężna. - Kursuje w dni robocze oraz soboty. - Linia kursująca co 30 min. |
| 25       | Kierunek: Sosnowa – Leśniczówka GALERIA HANDLOWA VIVO – Al. Jana Pawła II – KEN – Okulickiego – Popiełuszki – Staszica – Energetyków – Wrzosowa – Wańkowicza – Jagodowa – Tarnowskiego – Sosnowa | - Kursuje w dni robocze. |
| 25       | Kierunek: Galeria Handlowa VIVO Sosnowa – Tarnowskiego – Jagodowa – Wańkowicza – Wrzosowa – Energetyków – Staszica – Popiełuszki – Okulickiego – KEN – Al. Jana Pawła II – GALERIA HANDLOWA VIVO | - Kursuje w dni robocze. |
| D        | Kierunek: Działkowa - Oczyszczalnia Kwiatkowskiego – Orzeszkowej – Hutnicza – Okulickiego – Al. Jana Pawła II – Staszica – Żwirki i Wigury – Działkowa | - Kursuje od 01.03 do 30.10. - Kursuje we wszystkie dni tygodnia. - Linia kursująca co 2 godz. |
| D        | Kierunek: Kwiatkowskiego – Urząd Miasta Działkowa – Żwirki i Wigury – Staszica – Al. Jana Pawła II – Okulickiego – Ofiar Katynia – Orzeszkowej – Kwiatkowskiego | - Kursuje od 01.03 do 30.10. - Kursuje we wszystkie dni tygodnia. - Linia kursująca co 2 godz. |
| P        | Kierunek: Tołwińskiego Okulickiego – Popiełuszki – Staszica – Żwirki i Wigury – Poniatowskiego – KEN – Niezłomnych – Orzeszkowej – Kwiatkowskiego – COP – Grabskiego – Kasprzyckiego – Tołwińskiego | - Kursuje w dni robocze. |
| P        | Kierunek: Okulickiego – Hala Targowa Tołwińskiego – Kasprzyckiego – Grabskiego – COP – Kwiatkowskiego – Orzeszkowej – Niezłomnych – KEN – Poniatowskiego – Żwirki i Wigury – Staszica – Popiełuszki – Okulickiego | - Kursuje w dni robocze. |
| C1       | Kierunek: Ofiar Katynia – Cmentarz Ofiar Katynia – Mickiewicza – Żwirki i Wigury – Czarnieckiego – Popiełuszki – Al. Jana Pawła II – Okulickiego – 1 Sierpnia – Podleśna – Ofiar Katynia | - Linia okrężna. - Kursuje 1 listopada. |
| C2       | Kierunek: Ofiar Katynia – Cmentarz Ofiar Katynia – Niezłomnych – Przemysłowa – Klasztorna – Graniczna – Al. Jana Pawła II – KEN – Poniatowskiego – Czarnieckiego – Popiełuszki – Ofiar Katynia | - Linia okrężna. - Kursuje 1 listopada. |
| C3       | Kierunek: Os. Hutnik – Sosnowa Graniczna – Klasztorna – Przemysłowa – Niezłomnych – KEN – Ofiar Katynia – Mickiewicza – Staszica – Energetyków – Wrzosowa – Wańkowicza – Jagodowa – Tarnowskiego – Sosnowa | - Kursuje 1 listopada. |
| C3       | Kierunek: Rozwadów Graniczna Sosnowa – Tarnowskiego – Jagodowa – Wańkowicza – Wrzosowa – Energetyków – Staszica – Mickiewicza – Ofiar Katynia – Niezłomnych – Przemysłowa – Klasztorna – Graniczna | - Kursuje 1 listopada. |